# Ekkehard Winterfeldt
Ekkehard Winterfeldt (* 13. Mai 1932 in Danzig; † 11. Oktober 2014 in Hannover) war ein deutscher Chemiker und Hochschullehrer für Organische Chemie.

## Leben und Werk
Winterfeldts Familie gelangte bei Kriegsende über Dänemark nach Schleswig. Dort absolvierte er 1952 das Abitur an der Domschule Schleswig. 1956 legte er das Diplom an der TH Braunschweig (jetzt TU Braunschweig) ab, 1958 wurde er an der TH Braunschweig bei Ferdinand Bohlmann mit einer Dissertation zur Synthese von Hydroxysparteinen promoviert.
1959 wurde Winterfeldt wissenschaftlicher Assistent an der TU Berlin. 1962 folgte die Habilitation an der TU Berlin über natürlich vorkommende Thiophenderivate. 1967 wurde er außerplanmäßiger Professor an der TU Berlin. 1969 folgten Rufe nach Marburg, Berlin und Hannover. 1970 wechselte Winterfeldt auf eine ordentliche Professur an der TU Hannover (jetzt Leibniz Universität Hannover). Hier war er Institutsdirektor und Leiter des Fachgebietes B für Organische Chemie. 1976 folgte ein Ruf nach Stuttgart, den er jedoch nicht annahm. 1982 bis 1986 war Winterfeldt Vorstandsmitglied der Fachgruppe Medizinische Chemie der Gesellschaft Deutscher Chemiker (GDCh), 1983 folgte die Wahl zum Mitglied der Braunschweigischen Wissenschaftlichen Gesellschaft, 1984 die Wahl zum Mitglied der Akademie der Wissenschaften zu Göttingen. Seit 1997 war er Mitglied der Academia Europaea.
Winterfeldt hatte zahlreiche wissenschaftliche und administrative Ämter inne: 1986 wurde er Präsident der 22nd EUCHEM Conference on Stereochemistry – Bürgenstock. 1992 wurde er Vorsitzender der Überleitungskommission 09 (Chemie, Pharmazie) beim Kultusministerium des Landes Mecklenburg-Vorpommern, 1994/1995 war er zudem Mitglied des Senats der Universität Hannover und in den beiden Jahren 1996 und 1997 Präsident der Gesellschaft deutscher Chemiker. Winterfeldt wurde im Jahr 2000 emeritiert. Er betreute rund 200 Diplomanden und Doktoranden.
Er befasste sich mit Alkaloid-Synthesen und ihm gelangen mehrere neuartige Totalsynthesen, so die Cu(II)-katalysierte Totalsynthese von Camptothecin, einem Chinolin-Alkaloid und zytotoxischen Chemotherapeutikum gegen Krebs.
Winterfeldt war seit 1958 verheiratet.

## Preise und Auszeichnungen
- Emil-Fischer-Medaille der Gesellschaft Deutscher Chemiker (GDCh) (1990)
- Gastprofessor an der University of California, Irvine (1990)
- Ehrendoktor der Universität Lüttich (1991)
- Adolf-Windaus-Medaille der Georg-August-Universität Göttingen (1993)
- Richard-Kuhn-Medaille (1995)
- Mitglied der Deutschen Akademie der Naturforscher Leopoldina (seit 1996)
- Hans-Herloff-Inhoffen-Medaille des Fördervereins der Gesellschaft für Biotechnologische Forschung e. V. Braunschweig (1998)
- Ehrenmitglied der GDCh (2012)

## Schriften
- mit Tanja Gaich: Directed selectivity in organic synthesis : a practical guide, Wiley-VCH 2014
- Marine natural products - feeding data bases or triggering innovations, Schering Lecture, Berlin 1999
- Save them, set them free, let them take flight, Nachrichten aus der Chemie, Band 60, 2012, S. 1235
- Applications of Diisobutylaluminium Hydride (DIBAH) and Triisobutylaluminium (TIBA) as Reducing Agents in Organic Synthesis, Synthesis, Band 10, 1975, S. 617–630
- Additions to the Activated CC Triple Bond, Angewandte Chemie, International Edition, Band 6, 1967, S. 423–434
- mit Heinz Preuss: Additionen an die Dreifachbindung, V. Der sterische Verlauf von Additionen an die Dreifachbindung, Chemische Berichte, Band 99, 1966, S. 450–458
- mit T. Flessner, R. Jautelat, U. Scholz: Cephalostatin analogues--synthesis and biological activity, Fortschritte Der Chemie Organischer Naturstoffe, Band 87, 2004, S. 1–80
- mit U. Scholz: Biomimetic synthesis of alkaloids, Natural Product Reports, Band 17, 2000, S. 349–366.
- Marine natural products - Synthetic exercises and biological activity Pure and Applied Chemistry, Band 71, 1999, S. 1095–1099.
- mit T. Korth, D. Pike, M. Boch: Biogenetically oriented total synthesis of camptothecine and 7-chlorocamptothecine, Angewandte Chemie, International Edition, Band 11, 1972, S. 289–290
- mit M. Boch, T. Korth, J. M. Nelke, D. Pike, H. Radunz: Reaktionen an Indolderivaten XVII: Die biogenetisch orientierte Totalsynthese von dl-Camptothecin und 7-Chlorcamptothecin, Chemische Berichte, Band 105, 1972, S. 2126–2142